# 福岡・佐賀連続児童猥褻事件
福岡・佐賀連続児童猥褻事件（ふくおか・さが れんぞくじどうわいせつじけん）とは、1990年代から2000年代にかけて九州で起こった連続児童猥褻事件である。

## 事件の経緯
1990年2月2日、福岡県太宰府市観世音寺で筑紫野市在住の無職少年（当時17歳）が下校中の男子小学生（当時7歳）を誘拐。大野城市下大利の灌漑用溜池付近の空き地に連れ込んで猥褻行為をし、素手で顔を殴ったうえで絞殺、遺体をそばにあったカヤなどの枯れ草をかぶせて隠匿した。この少年は男子小学生と同じ小学校の卒業生で、私立高校を中退後、太宰府市内の別の私立高校の入学試験を終えた帰り道で犯行に及んだ。その他、少年は中学2年生（当時14歳）だった1986年秋頃にも女児を山中に連れ込んで猥褻行為をしたとして少年院に入っており、仮退院から2年後の事件であった。
未成年者誘拐及び殺人の罪に問われ、1991年6月14日、福岡地裁（金山薫裁判長）で求刑通り懲役5年以上10年以下の不定期刑判決となった。その後、少年刑務所に9年6か月入って2000年12月に出所した。
その後、2004年7月7日午後3時25分頃、佐賀県三養基郡内の団地で下校中の小学生女児に対して声をかけ、体を触るなどの猥褻行為で逮捕。
当初は容疑を否認していたが、起訴された後に福岡・佐賀両県で女児を狙った同様の犯行を約50件行ったと自供した。また、佐賀地裁での公判中、福岡県博多区内の小学生女児に対するわいせつ目的誘拐などで逮捕された際に福岡・佐賀両県で約100件の猥褻行為をしたとも供述した。

## 裁判
2004年9月13日、佐賀地裁（坂主勉裁判官）で7月7日の事件に対する初公判が開かれ、男は起訴事実を全面的に認めた。
冒頭陳述で検察側は今回の事件が1990年2月の殺人事件と2001年9月の住居侵入事件と累犯関係にあると述べた。また、男が小学生の頃から幼児に性的関心を抱くようになったと指摘した。証拠請求で検察側は「男は幼いころ、上級生や教師に性的ないたずらをされた経験があり、年上への抵抗感が抜けなくなった」との供述調書を提出。その上で男が供述した約100件の犯行のうち、最終的に裏付けが取れた2003年5月 - 2004年7月にかけての男児2名、女児12名に対する事件に関して立件、追起訴した。これにより一連の事件は福岡地裁で公判が併合された。
2005年5月16日、福岡地裁（林田宗一裁判長）で福岡地検が追起訴した2件の事件に対する初公判が開かれ、男は起訴事実を全面的に認めた。
冒頭陳述で検察側は、男が「小学校1〜4年生の女児は騒がれずにわいせつ行為が出来る」と考えていた指摘。また、被害女児の供述調書で、女児が本事件で精神的に深い傷を負っていたことを明らかにした。
2005年11月30日、論告求刑公判で、検察側は「弱者に対する犯行で、ひきょう極まりない。被害者の心の傷も大きい」として男に懲役18年を求刑した。
2006年1月30日、福岡地裁で判決公判が開かれ「児童に対する性犯罪の常習性が認められ、再犯の恐れも否定できない」として男に懲役16年の判決を言い渡した。判決では被害を受けた児童らが一人で学校から帰宅することが困難になっているなど日常生活に支障が出ている事情にも触れた上で「今後の生育に重大な支障が生じることも懸念される」と指摘した。
2006年8月1日、福岡高裁（浜崎裕裁判長）は「弱者を狙った犯行で酌量の余地は皆無。再犯の恐れも懸念され、地域社会に与える悪影響も無視できない」として一審・福岡地裁の懲役16年の判決を支持、男側の控訴を棄却した。男は一審では起訴事実を全面的に認めたが、二審では1件の強姦致傷罪について強制わいせつ罪にあたると主張した。しかし、判決では「被害女児の証言は信用できる」として男の主張を退けた。
2006年11月22日、最高裁第二小法廷（中川了滋裁判長）は男側の上告を棄却、男に対する懲役16年の判決が確定した。

## 判決確定後
2011年4月27日、福岡県警粕屋警察署は強姦などの疑いで、本事件の判決確定後、熊本刑務所で服役中の男を逮捕した。逮捕容疑は2004年5月、福岡県内の20代女性宅に侵入、包丁で脅して女性に乱暴した疑い。
逮捕に至った経緯として、今回、逮捕した事件の時効が2011年5月に迫っていることから、現場に残された証拠を再度調べ直した結果、男が関与した容疑が固まったため、逮捕に踏み切った。男は「身に覚えはあるが、よく覚えていない」と供述した。